# Birgit Spinath
 Birgit Spinath  (* 1969 in Kerpen, zuvor Birgit Schlangen) ist eine deutsche Psychologin. Sie ist Professorin für Pädagogische Psychologie an der Fakultät für Verhaltens- und Empirische Kulturwissenschaften der Universität Heidelberg und ist seit 2023 Mitglied im Wissenschaftsrat (Deutschland).

## Leben
Von 1989 bis 1995 studierte sie Psychologie an der Universität Bielefeld. Als wissenschaftliche Mitarbeiterin war sie zunächst ebendort, wechselte dann nach Hildesheim und 1998 als wissenschaftliche Assistentin nach Dortmund. Im Jahr 1999 promovierte sie zum Thema „Implizite Theorien über die Veränderbarkeit von Intelligenz und Begabung als Bedingungen von Motivation und Leistung“ an der Universität Bielefeld. Im Jahr 2002 wurde sie Juniorprofessorin für Hochschulforschung am Hochschuldidaktischen Zentrum der Universität Dortmund. Von dort wurde sie als eine der ersten Juniorprofessorinnen auf eine Lebenszeitprofessur berufen. Seit dem Wintersemester 2004/2005 ist sie ordentliche Professorin für Pädagogische Psychologie an der Universität Heidelberg.

## Forschung
Ihre Forschungsinteressen liegen im Bereich des Lehrens und Lernens in Schule und Hochschule, dabei besonders auf Motivation als Voraussetzung für und Ergebnis von Bildungsprozessen, Selbstregulation, Psychologie-Didaktik sowie Lehrerbildung. Um Motivation als Voraussetzung und Ergebnis von Lernprozessen zu verstehen, hat sie mehrere Längsschnittstudien durchgeführt.
Ihre beiden meistzitierten Publikationen behandeln Prädiktoren für den Schulerfolg (Motivation, Begabung, Selbstwahrnehmung; siehe Google Scholar).

## Funktionen und Ämter
Um den Transfer wissenschaftlicher Erkenntnisse in die Praxis zu fördern, engagiert sie sich in zahlreichen Ämtern und Funktionen, die mit der Optimierung von Lehr-Lernprozessen befasst sind (z. B. DGPs-Kommissionen für Studium und Lehre sowie Lehrkräftebildung, Hochschulforum Digitalisierung des Stifterverbandes). Seit 2019 ist sie Vorsitzende des wissenschaftlichen Beirats der Landesstrategie Eignung und Auswahl Baden-Württemberg, die sich Themen des Übergang von Schule zu Hochschule und dem erfolgreichen Studienstart widmet. Aus ihr ist unter anderem der Studierendeneingangstest für das Fach Psychologie hervorgegangen. Seit Februar 2023 ist sie Mitglied im Wissenschaftsrat und dort seit 2024 Vorsitzende des Ausschusses Tertiäre Bildung.
Von 2018 bis 2020 war sie Präsidentin für die Deutsche Gesellschaft für Psychologie (DGPs). In ihre Amtszeit fielen die Reform des Psychotherapie-Ausbildungsgesetzes sowie die Corona-Pandemie. Für die Leibniz-Gemeinschaft war sie von 2023 bis 2024 Vorsitzende des Senatsausschusses Evaluierung und in dieser Funktion Mitglied des Senats der Leibniz-Gemeinschaft.
Seit 2013 ist sie Editor-in-Chief von Psychology Learning and Teaching, einem internationalen Journal für die Didaktik der Psychologie.

## Medienauftritte
Im Sender Deutschlandfunk Kultur sprach sie im April 2020 über das Thema „Psychologie als Unterrichtsfach“. Am 16. Juli 2020 war sie gemeinsam mit drei weiteren Wissenschaftlern aus verschiedenen Fachrichtungen zu Gast in einer Sonderfolge des NDR-Info-Podcasts Coronavirus-Update.

## Schriften
- Birgit Spinath: Implizite Theorien über die Veränderbarkeit von Intelligenz und Begabung als Bedingungen von Motivation und Leistung. Pabst Science Publishers, 1998.
- Birgit Spinath und Roland Brünken: Pädagogische Psychologie – Diagnostik, Evaluation und Beratung. Hogrefe Verlag, 2011.
- Roland Brünken, Stefan Münzer und Birgit Spinath: Pädagogische Psychologie – Lernen und Lehren. Hogrefe Verlag, 2017.
- Birgit Spinath, Joachim Stiensmeier-Pelster, Claudia Schöne und Oliver Dickhäuser: Die Skalen zur Erfassung von Lern- und Leistungsmotivation. Hogrefe Verlag,  2002, 2012.
- Claudia Schöne, Oliver Dickhäuser, Birgit Spinath und Joachim Stiensmeier-Pelster: Die Skalen zur Erfassung des schulischen Selbstkonzepts. Hogrefe Verlag, 2002, 2012.